# Art María
Art María es un complejo de dos torres residenciales que se encuentra en el barrio de Puerto Madero, Buenos Aires. 
Se trata de un complejo que está compuesto por dos torres residenciales de 22 pisos y un total de 190 departamentos, que están conectadas por un puente uniendo sus últimas plantas.

## Historia
El proyecto fue desarrollado por la firma Creaurban, quien se encargó del diseño (asociada con el arquitecto Ricardo Izquierdo), y también de la construcción. El lanzamiento de Art María fue anunciado en septiembre de 2008, luego de que la misma adquiriera el terreno adonde antes se había lanzado un complejo llamado "+5411", que se disolvió luego de la crisis de 2008. Recién Art María comenzó a venderse a principios de 2010, y las obras de construcción de las torres residenciales se iniciaron a mediados de ese año, concluyendo en el 2013. En el proyecto original, Art María iba a estar compuesto por cinco torres, dos torres residenciales conectadas por un puente (que son las únicas que se pudieron concretar), dos torres de oficinas y una torre destinada a un hotel. Además, el complejo iba a contar con un área de esparcimiento en el centro del terreno y cinco locales comerciales.